# Cenovus Energy
Cenovus Energy ist eine börsennotierte kanadische Mineralölgesellschaft mit Sitz in Calgary.

## Geschichte
Cenovus wurde 2009 als Spin-Out des kanadischen Unternehmens Encana Corporation, heute Ovintiv, gegründet. Im Januar 2021 wurde Husky Energy, eine kanadische Ölgesellschaft, von Cenovus übernommen. Cenovus wurde durch die Übernahme zum zweitgrößten Öl- und Erdgasproduzenten und der zweitgrößte Betreiber von Raffinerien in Kanada.

## Eigentümerstruktur
Cenovus wird de facto mit 28,9 % der Aktienanteile von dem Hongkonger Milliardär Li Ka-Shing kontrolliert, denn er hielt 2023 nicht nur 12,19 % im Privatbesitz, sondern weitere 16,71 % werden von CK Hutchison Holdings  gehalten, welche wiederum  von Hauptaktionär Ka-Shing kontrolliert  wird. Die weiteren Aktien sind im Streubesitz oder werden  von institutionellen  Anlegern  gehalten.

## Geschäftsbereich
Cenovus Geschäftsbereiche erstrecken sich über die gesamte Wertschöpfungskette von Erdöl und Erdgas – von der Exploration über Produktion, Raffination, Transport bis hin zum Einzelhandel. Dabei besitzt die Firma Produktionsstandorte in Kanada, den USA sowie im südostasiatischen Raum. Die konventionellen Erdöl- und Erdgasvorkommen von Cenovus befinden sich in Westkanada. Dazu gehören Anlagen in den Betriebsgebieten Elmworth-Wapiti, Kaybob-Edson, Clearwater und Rainbow Lake in Alberta und British Columbia sowie Beteiligungen an zahlreichen Gasverarbeitungsanlagen. Neben den konventionellen Vorkommen existieren drei produzierende Ölsandprojekte in Alberta: Christina Lake, Foster Creek und Sunrise, sowie Thermal- und Schwerölprojekte in Lloydminster in Saskatchewan.
Im Offshore-Bereich betreibt Cenovus das White Rose-Feldes Jeanne d'Arc-Becken. Über ein Joint-Venture mit Suncor ist das Unternehmen auch am Terra Nova-Feld, das allerdings von Suncor betrieben wird, beteiligt. Vor der Küste Ostjavas gehören die produzierenden Felder BD, MDA und MBH sowie die Erschließung der Felder MAC und MDK in der Madura Strait PSC zum Portfolio. Zusammen mit dem Partner CNOOC Limited werden zwei Anlagen vor der chinesischen Küste betrieben beziehungsweise erkundet: das 2014 gestartete Liwan-Gasprojekt, das erste Tiefsee-Gasprojekt vor der chinesischen Küste und ein Explorationsprojekt im Perflussbasin. Neben den eigenen Raffinerien Lima Refinery, Lloydminster Refinery, Lloydminster Upgrader, Superior Refinery und Toledo Refinery besteht in Kooperation mit dem Betreiber Phillips 66 eine Beteiligung von 50 % an den Raffinerien in Wood River und Borger. Außer der Exploration und Förderung bietet Cenovus die bei der Erdölförderung entstehenden Produkte am Markt an. Asphalt, Bohrflüssigkeit, Ethanol, Erdgas, Petrolkoks, Schwefel und Kraftstoffe für den Transport (Benzin, Diesel, Flugtreibstoff).